# Ветерінгтон (Огайо)
Ветерінгтон (англ. Wetherington) — переписна місцевість (CDP) в США, в окрузі Батлер штату Огайо. Населення — 1381 особа (2020).

## Географія
Ветерінгтон розташований за координатами 39°21′48″ пн. ш. 84°22′36″ зх. д. / 39.36333° пн. ш. 84.37667° зх. д. (39.363345, -84.376692).  За даними Бюро перепису населення США в 2010 році переписна місцевість мала площу 2,35 км², уся площа — суходіл.

## Демографія
Згідно з переписом 2010 року, у переписній місцевості мешкали 1302 особи в 533 домогосподарствах у складі 419 родин. Густота населення становила 555 осіб/км².  Було 588 помешкань (251/км²).
Расовий склад населення:
| - 90,6 % — білих - 5,8 % — азіатів - 2,8 % — чорних або афроамериканців - 0,2 % — корінних американців |

До двох чи більше рас належало 0,6 %. Частка іспаномовних становила 1,8 % від усіх жителів.
За віковим діапазоном населення розподілялося таким чином: 20,3 % — особи молодші 18 років, 65,0 % — особи у віці 18—64 років, 14,7 % — особи у віці 65 років та старші. Медіана віку мешканця становила 48,1 року. На 100 осіб жіночої статі у переписній місцевості припадало 95,5 чоловіків;  на 100 жінок у віці від 18 років та старших — 92,2 чоловіків також старших 18 років.
Середній дохід на одне домашнє господарство  становив 207 389 доларів США (медіана — 162 132), а середній дохід на одну сім'ю — 244 924 долари (медіана — 202 130). За межею бідності перебувало 1,9 % осіб, у тому числі 0,0 % дітей у віці до 18 років та 2,9 % осіб у віці 65 років та старших.
Цивільне працевлаштоване населення становило 721 осіб. Основні галузі зайнятості: виробництво — 22,5 %, фінанси, страхування та нерухомість — 20,0 %, науковці, спеціалісти, менеджери — 16,0 %.